# Farsetia burtonae
Farsetia burtonae là một loài thực vật có hoa trong họ Cải. Loài này được Oliv. mô tả khoa học đầu tiên năm 1880.